# 桑九河
桑九河（?—?），清朝政治人物。
同治5年（1866年），擔任清朝遵义府婺川縣知縣。后由謝幫鑒接任。